# 富山西警察署
富山西警察署（とやまにしけいさつしょ）は、富山県警察が管轄する警察署の一つである。署員数約120名、識別章所属表示はNSである。同一建物内に富山県警察本部警務部留置管理課が併設されている。

## 沿革
- 1970年（昭和45年）11月14日 : 五福派出所が富山大学学生らが火炎瓶と投石により襲撃を受ける[2]。
- 2005年4月1日：八尾警察署の管轄していた婦負郡八尾町、婦中町、山田村が、他の3町村とともに、旧富山市と新設合併したため、管轄市町村数が2町1村から1市のみとなった。
- 2009年4月1日：八尾警察署を廃止し、管轄区域全部と富山中央警察署五福・呉羽両交番と池多警察官駐在所の管轄区域を統合、富山西警察署を新設[3]。
- 2015年5月：「地域安全ふるさと大使」を創設。
- 2019年1月24日：池多警察官駐在所で富山大学の学生（当時）による襲撃事件が発生[4][5]。
- 2022年12月：留置施設から6人の新型コロナウイルス感染症陽性者が出た[6]。

## 所在地
- 富山市婦中町宮ヶ島229番地1

## 組織
- 署長（警視）
- 副署長（警視）

- 警務課（課長は警部）
  - 警務係、県民相談係
- 会計課（課長は一般職員）
  - 会計係
- 生活安全課（課長は警部）
  - 生活安全総務係、人身安全係、捜査係
- 地域課（課長は警部）
  - 地域総務係、自動車警ら係
- 刑事課（課長は警部）
  - 刑事総務係、刑事係、組織犯罪対策係、鑑識係
- 交通課（課長は警部）
  - 企画送致係、指導係、事故捜査係
- 警備課（課長は警部）
  - 警備係

計7課体制

## 管轄区域
- 富山市のうち富山県富山中央警察署及び富山県富山南警察署の管轄区域を除く区域

## 幹部交番
- 八尾町幹部交番（富山市八尾町福島344）

## 交番
- 婦中交番（富山市婦中町速星240）
- 五福交番（富山市五福5-3412）
- 呉羽交番（富山市呉羽町2417-4）

## 警察官駐在所
- 卯花警察官駐在所（富山市八尾町下笹原40-2）
- 仁歩警察官駐在所（富山市八尾町平沢345-1）
- 野積警察官駐在所（富山市八尾町水口347-1）
- 神保警察官駐在所（富山市婦中町高日附935）
- 古里警察官駐在所（富山市婦中町新町138-3）
- 音川警察官駐在所（富山市婦中町外輪野7761-5）
- 宮野警察官駐在所（富山市婦中町地角315）
- 山田警察官駐在所（富山市山田中村554-1）
- 池多警察官駐在所（富山市西押川1361-1）